# Emilio Ruiz del Río
Emilio Ruiz del Río (Madrid, 11 d'abril de 1923 - 14 de setembre de 2007) va ser un pintor, decorador, maquetista, expert en efectes especials i visuals i director artístic espanyol, considerat entre els millors del món en l'especialitat de pintura sobre cristall i un dels grans genis de la utilització de miniatures i maquetes.

## Biografia
Nascut a Madrid, des de nen va descobrir la seva vocació fent espectacles de marionetes; va estudiar en la Escola de Belles Arts de Sant Ferran. Va començar als estudis Chamartin com a dibuixant i pintor de decorats. En els seixanta va començar a treballar a Itàlia i a partir dels vuitanta amb Dino de Laurentiis en superproduccions nord-americanes. Va ser deu vegades nominat als premis Goya, set d'elles de forma consecutiva, i va conquistar tres. Va morir als 84 anys, a l'hospital Sant Rafael de Madrid a conseqüència d'una insuficiència respiratòria el 14 de setembre de 2007.
Va ser el primer a usar fina xapa d'alumini per a pintar sobre ella en comptes del tradicional cristall i per a les escenes de vaixells va traslladar la tradicional piscina d'estudi al mar real encaixant el recipient sense murs dins de l'horitzó real gràcies a un sistema de drenatge d'aigua inventat per ell. També era un mestre a dissimular marcs de cristalls i suports per a les preses mòbils, i a aconseguir plans de perspectives diferents usant les mateixes maquetes, fixes o mòbils. També falsificava munions usant miniatures de figures fixes i mòbils. En els seus últims temps va usar tècniques mixtes d'ordinador i miniatures.
El seu primer treball al cinema el va dur a terme per al director Florián Rey amb la pel·lícula La aldea maldita (1942). Les tècniques d'efectes visuals que va enginyar li van donar treball en més de 500 pel·lícules; estava considerat com un dels millors del món en la seva especialitat i entre els seus treballs més sonats figuren Espàrtac (Stanley Kubrick, 1960), Rei de reis (Nicholas Ray, 1961), Cleòpatra (Joseph L. Mankiewicz, 1963), La caiguda de l'Imperi Romà (Anthony Mann, 1964), Lawrence d'Aràbia (David Lean, 1962), Doctor Jivago (David Lean, 1965), Golfus de Roma (Richard Lester, 1966), Patton (Franklin J. Schaffner, 1970), Conan el Bàrbar (John Milius, 1982), Dune (David Lynch, 1984) i El laberinto del fauno (Guillermo del Toro, 2006). Altres foren Operación Ogro (Gillo Pontecorvo, 1978) i 55 dies a Pequín. L'última pel·lícula en la que treballà va ser Las mujeres del anarquista. També treballà per Robert Siodmak, George Cukor o Luis Buñuel, entre molts altres.
En abril de 2008 es va estrenó la pel·lícula El último truco, un documental gravat en vida sobre el treball d'aquest gran mestre espanyol dels efectes visuals, dirigida per Sigfrid Monleón.

## Premis
Va aconseguir 3 Goyas:
- Acción mutante (1992)
- Nadie conoce a nadie (1999)
- El laberinto del fauno (2007).